# C.W. Alcock
Charles William Alcock (2. december 1842 – 26. februar 1907) var en engelsk sportsmand og administrator. Han var en stor igangsætter i udviklingen af både international fodbold og cricket, udover at være ophavsmand til FA Cuppen.